# São José da Bela Vista
São José da Bela Vista is een gemeente in de Braziliaanse deelstaat São Paulo. De gemeente telt 8.513 inwoners (schatting 2009).